# Theodore Moretus
Theodore Moretus (Théodore Moret of Moretus) (Antwerpen, 1602 - Breslau, 6 november 1667) was een Vlaamse jezuïet en wiskundige.

## Biografie
Hij werd geboren in Brabant, zoon van Pieter Moerentorf en Henrica, jongste dochter van Christoffel Plantijn, maar onderwees 14 jaar lang meetkunde te Praag (Klementinum). Moretus is de auteur van de eerste wiskundige dissertatie verdedigd in Praag. Zijn dagboeken met technische notities en correspondentie met belangrijke Europese geleerden van die tijd (Athanasius Kircher, Conrad, Giovanni Battista Riccioli enz.) worden bewaard in de Nationale bibliotheek van Tsjechië.
Er is een krater op de maan genoemd naar hem: de Moretus krater.